# Mainfranken-Thüringen-Express
Le Mainfranken-Thüringen-Express est une ligne de train Regional-Express entre la capitale du district de Basse-Franconie, Wurtzbourg, et la capitale de la Thuringe, Erfurt.

## Itinéraire et gares
Avec huit allers-retours par jour, le Mainfranken-Thüringen-Express gère toutes les deux heures la liaison entre Wurtzbourg et Erfurt dans un temps de trajet de deux heures et 20 minutes dans les deux sens. Près de la moitié du parcours de 207 kilomètres se trouve en Bavière et l'autre en Thuringe.
Les lieux suivantes sont desservies à chaque voyage : Wurtzbourg, Schweinfurt, Ebenhausen, Münnerstadt, Bad Neustadt an der Saale, Mellrichstadt, Grimmenthal, Suhl, Zella-Mehlis, Gräfenroda, Plaue, Arnstadt, Neudietendorf, Erfurt. Jusqu'à sa fermeture en décembre 2017, la gare d'Oberhof était exploitée à chaque déplacement. À certains moments de la journée, le Regional Express s'arrête également à Burglauer (une fois le matin en direction de Wurtzbourg), Rottershausen (une fois le matin en direction de Wurtzbourg), Poppenhausen (une fois le matin en direction de Wurtzbourg), Oberwerrn (une fois le matin en direction de Wurtzbourg), Rentwertshausen (une fois le matin et le soir en direction d'Erfurt) et une fois le matin vers Wurtzbourg) et Rohr (une fois le matin vers Wurtzbourg). Entre la gare de Grimmenthal et la gare de Meiningen, à 7 km, des trains de desserte de la Süd-Thüringen-Bahn (STB) circulent toutes les deux heures, ce qui établit la connexion directe de la ville de Meiningen avec le Mainfranken-Thüringen-Express.
Dans les sections entre Wurtzbourg et Schweinfurt et entre Neudietendorf et Erfurt, l'offre est condensée en intervalles horaires par d'autres lignes Regional-Express décalées. De plus, le RE 45 Erfurt-Meiningen opère le matin et le soir sur la section d'Erfurt à Grimmenthal. Les trains Regional-Express ne desservant pas toutes les gares, elles sont complétées par des Regionalbahn sur les tronçons Wurtzbourg-Schweinfurt–(Bad Kissingen) avec la DB Regio Franken, Schweinfurt-Ritschenhausen–(Meiningen) avec l'Erfurter Bahn (Unterfranken-Shuttle) et (Meiningen)–Grimmenthal-Erfurt par la Süd-Thüringen-Bahn.
Les paires de trains du Mainfranken-Thüringen-Express sont reliées d'Erfurt en tant que RE 3 par la ligne de Halle à Bebra et la ligne de Weimar à Gera après Altenbourg et Greiz.

### Itinéraires desservis
- Ligne de Bamberg à Rottendorf, section Wurtzbourg–Schweinfurt
- Ligne de Schweinfurt à Meiningen (Main-Rhön-Bahn), section Schweinfurt–Ritschenhausen
- Ligne de Neudietendorf à Ritschenhausen
- Ligne de Halle à Bebra, section Neudietendorf–Erfurt

## Voitures
Seuls les DB-Baureihe 612 pendulaires sont utilisés sur le Mainfranken-Thüringen-Express. Les trains partent en triple traction à Wurtzbourg, le wagon arrière est déjà séparé des deux autres à Ebenhausen et de là continue à Bad Kissingen.
Le Regional-Express nécessitait 2 heures et 45 minutes pour le trajet d'environ 200 km, il n'était pas très compétitif par rapport à la voiture, en particulier après la mise en service complète de la Bundesautobahn 71 entre Schweinfurt et Erfurt. Afin d'accélérer le temps de trajet, l'itinéraire est étendu jusqu'à fin 2008 pour une conduite à l'arc rapide, ce qui permet des vitesses allant jusqu'à 160 km/h par tronçon et le temps de trajet entre Grimmenthal et Erfurt peut être réduit d'environ 20 minutes. Après la découverte des fissures de l'essieu en août 2004, la technologie de basculement doit être désactivée jusqu'à nouvel ordre, mais elle est remise en service progressivement depuis fin 2005. À partir de décembre 2006, tous les trains du Mainfranken-Thüringen-Express peuvent circuler à une vitesse fulgurante sur les sections de l'itinéraire élargies à cet effet. Depuis le changement d'horaire de décembre 2008, le Mainfranken-Thüringen-Express exige un temps de trajet de deux heures et 26 minutes; depuis le changement d'horaire du 9 décembre 2012, il est de 2 heures 21 minutes.
Après que les DB-Baureihe 612 ont causé plus de problèmes aux passagers, fin 2009, certains itinéraires du Mainfranken-Thüringen-Express sont temporairement remplacés par des trains couverts par locomotive. Cependant, ces trains ne circulaient que d'Erfurt à Schweinfurt. Des DR-Baureihe 130 sont utilisées. De plus, il y a généralement un wagon Silberling. Cependant, ce trafic de remplacement est interrompu lors du changement d'horaire le 13 décembre 2009. Depuis lors, toutes les lignes de trains Regional-Express sont prises en charge par des DB-Baureihe 612. Tous les trains de la ligne RE7 relient désormais Erfurt à Wurtzbourg.

## Source de la traduction
- (de) Cet article est partiellement ou en totalité issu de l’article de Wikipédia en allemand intitulé « Mainfranken-Thüringen-Express » (voir la liste des auteurs).